# Zaglyptus nigrolineatus
Zaglyptus nigrolineatus là một loài tò vò trong họ Ichneumonidae.